# Karin Winther (programledare)
Karin Maria Louise Winther, född 3 augusti 1984, är en svensk medieprofil, producent, digital strateg och kreatör. Hon var tidigare verksam som programledare. 
Winther arbetar som strategisk konsult med fokus på digital kommunikation, hållbarhet, video och tech. Hon drev tidigare digitala konsultbolagen Wolst & Winther samt Winther Wonderland.

## Biografi
Åren 2003–2006 bodde Winther i London och arbetade som DJ och klubbarrangör. 2006 var hon med och startade nattklubben nya Spy Bar. 2007 utsågs hon till Sveriges bäst scen- och festklädda av tidningen ELLE. Hon har varit musikredaktör för ELLE, skribent för Expressen samt modekritiker för rodeo.net. 2010 ledde hon Grammisgalan 
och 2011 Guldäggsgalan.
Hösten 2013 programledde Winther Von Svenssons kläder, som handlade om svenskarnas klädvanor, på SVT1 tillsammans med Niklas Källner. 2010–2012 var hon programledare, redaktör och inslagsproducent på Kulturnyheterna på SVT. Tidigare har hon även varit programledare på MTV och ZTV samt för populärkulturprogrammet Hype och modeprogrammet Fashion på SVT. 2012 arbetade Winther som inslagsproducent för "Summerburst" på SVT och redaktör /inslagsproducent för realityserien "Du får mig att känna" på TV3 med bland andra Renée Nyberg, Jill Johnson och Lill-Babs.
År 2018 var Karin Winther juryordförande för Nordens största gala för digitala kreatörer, Guldtuben, som sändes live i SVT med Clara Henry och Happy Jankell som programledare.
Winther var tidigare digital chef och producent på produktionsbolaget Anagram och Pocket Entertainment där hon bland annat utvecklat och producerat "#Cafedeparis" (SVT), "Näthat med Nellie och Daniel" (UR) samt en rad projekt för kunder som Renault, Folktandvården, Miljonlotteriet m fl.
Karin Winther arbetar med videoinnehåll, produktion och digital strategi inom medie-och kommunikationsbranschen, med särskilt fokus på unga målgrupper och hållbarhet. Hon medverkar återkommande som expert i SVT:s "Morgonstudion", Aftonbladet Daily och Resumé. Tillsammans med Judith Wolst drev hon kommunikationsbyrån Wolst & Winther som arbetat med kunder som H&M, Arla och Bonnierförlagen. Karin Winther har jobbat som digital strateg och innehållschef för branded content på Filip och Fredriks produktionsbolag Nexiko, bland annat med projekt som "Breaking News med Filip och Fredrik", "Lars Lerins lärlingar" och "Unga föräldrar". Hon var även digital producent för Filip & Fredriks långfilm "Tårtgeneralen" med ansvar för filmens lansering på sociala medier. Hon har arbetat som rådgivare i flera projekt för SVT, UR och SBS Discovery. Karin Winther driver en blogg på Resumé och har skrivit trendspaningar för Veckans affärer.